# Schwarzer Graben (Salem)
Das Gebiet Schwarzer Graben ist ein mit der Verordnung vom 24. Juli 1992 des Regierungspräsidiums Tübingen ausgewiesenes Naturschutzgebiet (NSG-Nummer 4.208) im Gebiet der Gemeinde Salem in Baden-Württemberg, Deutschland.

## Lage
Das rund 28 Hektar (ha) große Naturschutzgebiet Schwarzer Graben, im Norden Salems, zwischen den Weilern Weildorf im Osten, Stefansfeld im Süden und Schwandorf im Westen gelegen, gehört naturräumlich zum Bodenseebecken und liegt auf einer Höhe von 445 m ü. NN. Südwestlich schließt das Landschaftsschutzgebiet Salem-Killenweiher (NSG 4.35.030) an.

## Schutzzweck
Wesentlicher Schutzzweck des NSG Schwarzer Graben ist die Erhaltung und Beruhigung von Feuchtwiesen als Brut-, Nahrungs- und Rastplatz für Wiesenbrüter und durchziehende Vogelarten.

## Fauna
Aus der schützenswerten Fauna sind u. a. folgende Tierarten zu nennen:
- Die Schneeammer (Plectrophenax nivalis), eine Vogelart aus der Familie der Ammern
- Der Weißstorch (Ciconia ciconia), eine Vogelart aus der Familie der Störche